# Esporte Clube XV de Novembro (Caraguatatuba)
O Esporte Clube XV de Novembro (mais conhecido como XV de Caraguatatuba ou XV de Caraguá) é um clube brasileiro de futebol da cidade de Caraguatatuba, litoral do estado de São Paulo. Fundado em 18 de fevereiro de 1934, suas cores são verde, branco e vermelho e seu apelido é Leão do Litoral.

## História
O Quinze foi fundado em 1934 como mais uma agremiação do futebol amador da cidade de Caraguatatuba. No final da década de 1980, a diretoria quinzista decidiu profissionalizar o time de futebol.
Disputou os campeonatos paulistas de acesso até 1992. No ano seguinte, uma crise financeira impediu o clube de disputar mais uma vez o Estadual. Já em 1994, o clube retomou os trabalhos para disputar o Campeonato Paulista da Série B-2 e conquistou o acesso, com uma vitória em casa, na última rodada, sobre o Igarapava Esporte Clube, por 4 a 0.
Em 1995, novo sucesso na Série B1-B, com a conquista de uma vaga para a Série B1-A, ao vencer o Palmeiras Futebol Clube, de São João da Boa Vista, por 1 a 0.
Em 1996, a vaga inédita para a Série A-3 quase foi obtida, mas um gol sofrido nos minutos finais do Garça Futebol Clube levou o time a obter um empate e perder a chance do acesso. Contudo, a grande oportunidade surgiu no ano seguinte.
O XV de Caraguatatuba realizou uma grande campanha e chegou ao quadrangular final. Conquistou o vice-título e a condição de ascender a terceira divisão bandeirante. Todavia, o clube encontrou dificuldades em ampliar a capacidade de seu estádio para 10 mil lugares e a Federação Paulista de Futebol vetou a participação na Série A-3. Desta forma, o XV voltou a disputar a Série B1-A, e até 2005 intercalou campanhas medianas e ruins nas divisões menores.
Em 2006, a diretoria do Quinze pediu licença a Federação Paulista devido às dificuldades financeiras para manter um time profissional, fato que persiste até os dias atuais. Entretanto, o clube vem ampliando as melhorias na parte social, entre elas, a construção de uma quadra poliesportiva. O departamento de esporte amador, com as categorias de base, também está ativo.

## Campanhas de destaque
- Campeonato Paulista - Segunda Divisão: Vice-campeão (1994).

## Estatísticas

### Participações
| Competição | Competição      | Temporadas | Melhor campanha     | Anos                  | A | R |
| São Paulo  | Série A3        | 2          | Sem dados           | 1991-1992             | – | ? |
| São Paulo  | Segunda Divisão | 14         | Vice-campeão (1997) | 1988-1990 e 1995-2005 | ? | – |
| São Paulo  | Série B2        | 1          | ?º colocado (1994)  | 1994                  | 1 | – |

## Presidentes
- 1996 - José Miguel Neto
- 1997 - Wilson Rangel
- 1999 - Eduardo Gonçalves
- 2005 - Pedro Norberto do Santos/Eduardo Rosseto Antonio
- 2007 - Pedro Norberto do Santos/Luciana Colacio dos Santos
- 2009/2010 - Pedro Norberto dos Santos/Luciana Colácio dos Santos
- 2011/2012 - Pedro Norberto dos Santos/Marcio Àvila Amores